# Velika nagrada Nemčije 2010
Velika nagrada Nemčije 2010 je enajsta dirka Svetovnega prvenstva Formule 1 v sezoni 2010. Odvijala se je 25. julija 2010 na dirkališču Hockenheimring. Zmagal je Fernando Alonso, drugo mesto je osvojil Felipe Massa, oba Ferrari, tretji pa je bil Sebastian Vettel, Red Bull-Renault.
Sebastian Vettel, ki je osvojil najboljši štartni položaj s prednostjo dveh tisočink sekunde pred Fernandom Alonsom, je štartal slabše, saj sta ga prehitela tako Alonso, kot tudi Felipe Massa, ki je s tretjega štartnega mesta prevzel vodstvo. Okoli petnajstega kroga je večina dirkačev opravila svoj edini postanek v boksih, toda vrstni red v ospredju se ni vidneje spremenil, le Jenson Button je s poznejšim postankom prehitel Marka Webbra za peto mesto. V devetinštiridesetem krogu je Massa v izhodu iz enega izmed ovinkov prepočasi pospešil, zaradi česar ga je uspel prehiteti Alonso in zmagati, tretji je ostal Vettel, ki se je v zadnjih krogih približal Massi.
Rob Smedley, dirkaški inženir Masse, je malo pred Alonsovim prehitevanjem Masso opozoril, da je Alonso za njim precej hitrejši, po prehitevanju pa se mu je opravičil. To je v paddocu že kmalu sprožilo sum na moštveni ukaz iz boksov, ki je od sezone 2003 prepovedan. Komisarji so po dirki moštvo Ferrari kaznovali z denarno kaznijo 100.000 $.

## Rezultati
* - kazen.

### Kvalifikacije
| Poz | Št | Dirkač             | Konstruktor          | 1. del    | 2. del   | 3. del   | Št. m. |
| --- | -- | ------------------ | -------------------- | --------- | -------- | -------- | ------ |
| 1   | 5  | Sebastian Vettel   | Red Bull-Renault     | 1:15,152  | 1:14,249 | 1:13,791 | 1      |
| 2   | 8  | Fernando Alonso    | Ferrari              | 1:14,808  | 1:14,081 | 1:13,793 | 2      |
| 3   | 7  | Felipe Massa       | Ferrari              | 1:15,216  | 1:14,478 | 1:14,290 | 3      |
| 4   | 6  | Mark Webber        | Red Bull-Renault     | 1:15,334  | 1:14,340 | 1:14,347 | 4      |
| 5   | 1  | Jenson Button      | McLaren-Mercedes     | 1:15,823  | 1:14,716 | 1:14,427 | 5      |
| 6   | 2  | Lewis Hamilton     | McLaren-Mercedes     | 1:15,505  | 1:14,488 | 1:14,566 | 6      |
| 7   | 11 | Robert Kubica      | Renault              | 1:15,736  | 1:14,835 | 1:15,079 | 7      |
| 8   | 9  | Rubens Barrichello | Williams-Cosworth    | 1:16,398  | 1:14,698 | 1:15,109 | 8      |
| 9   | 4  | Nico Rosberg       | Mercedes             | 1:16,178  | 1:15,018 | 1:15,179 | 9      |
| 10  | 10 | Nico Hülkenberg    | Williams-Cosworth    | 1:16,387  | 1:14,943 | 1:15,339 | 10     |
| 11  | 3  | Michael Schumacher | Mercedes             | 1:16,084  | 1:15,026 |          | 11     |
| 12  | 23 | Kamui Kobajaši     | BMW Sauber-Ferrari   | 1:15,951  | 1:15,084 |          | 12     |
| 13  | 12 | Vitalij Petrov     | Renault              | 1:16,521  | 1:15,307 |          | 13     |
| 14  | 14 | Adrian Sutil       | Force India-Mercedes | 1:16,220  | 1:15,467 |          | 19*    |
| 15  | 22 | Pedro de la Rosa   | BMW Sauber-Ferrari   | 1:16,450  | 1:15,550 |          | 14     |
| 16  | 17 | Jaime Alguersuari  | Toro Rosso-Ferrari   | 1:16,664  | 1:15,588 |          | 15     |
| 17  | 16 | Sébastien Buemi    | Toro Rosso-Ferrari   | 1:16,029  | 1:15,974 |          | 16     |
| 18  | 18 | Jarno Trulli       | Lotus-Cosworth       | 1:17,583  |          |          | 17     |
| 19  | 19 | Heikki Kovalainen  | Lotus-Cosworth       | 1:18,300  |          |          | 18     |
| 20  | 24 | Timo Glock         | Virgin-Cosworth      | 1:18,343  |          |          | 23*    |
| 21  | 21 | Bruno Senna        | HRT-Cosworth         | 1:18,592  |          |          | 20     |
| 22  | 15 | Vitantonio Liuzzi  | Force India-Mercedes | 1:18,952  |          |          | 21     |
| 23  | 20 | Sakon Jamamoto     | HRT-Cosworth         | 1:19,844  |          |          | 22     |
| 24  | 25 | Lucas di Grassi    | Virgin-Cosworth      | brez časa |          |          | 24*    |

### Dirka
| Poz | Št | Dirkač             | Konstruktor          | Krogi | Čas/Odstop  | Št. m. | Toč |
| --- | -- | ------------------ | -------------------- | ----- | ----------- | ------ | --- |
| 1   | 8  | Fernando Alonso    | Ferrari              | 67    | 1:27,38,684 | 2      | 25  |
| 2   | 7  | Felipe Massa       | Ferrari              | 67    | +4,196      | 3      | 18  |
| 3   | 5  | Sebastian Vettel   | Red Bull-Renault     | 67    | +5,121      | 1      | 15  |
| 4   | 2  | Lewis Hamilton     | McLaren-Mercedes     | 67    | +26,896     | 6      | 12  |
| 5   | 1  | Jenson Button      | McLaren-Mercedes     | 67    | +29,482     | 5      | 10  |
| 6   | 6  | Mark Webber        | Red Bull-Renault     | 67    | +43,606     | 4      | 8   |
| 7   | 11 | Robert Kubica      | Renault              | 66    | +1 krog     | 7      | 6   |
| 8   | 4  | Nico Rosberg       | Mercedes             | 66    | +1 krog     | 9      | 4   |
| 9   | 3  | Michael Schumacher | Mercedes             | 66    | +1 krog     | 11     | 2   |
| 10  | 12 | Vitalij Petrov     | Renault              | 66    | +1 krog     | 13     | 1   |
| 11  | 23 | Kamui Kobajaši     | BMW Sauber-Ferrari   | 66    | +1 krog     | 12     |     |
| 12  | 9  | Rubens Barrichello | Williams-Cosworth    | 66    | +1 krog     | 8      |     |
| 13  | 10 | Nico Hülkenberg    | Williams-Cosworth    | 66    | +1 krog     | 10     |     |
| 14  | 22 | Pedro de la Rosa   | BMW Sauber-Ferrari   | 66    | +1 krog     | 14     |     |
| 15  | 17 | Jaime Alguersuari  | Toro Rosso-Ferrari   | 66    | +1 krog     | 15     |     |
| 16  | 15 | Vitantonio Liuzzi  | Force India-Mercedes | 65    | +2 kroga    | 21     |     |
| 17  | 14 | Adrian Sutil       | Force India-Mercedes | 65    | +2 kroga    | 19     |     |
| 18  | 24 | Timo Glock         | Virgin-Cosworth      | 64    | +3 krogi    | 23     |     |
| 19  | 21 | Bruno Senna        | HRT-Cosworth         | 63    | +4 krogi    | 20     |     |
| Ods | 19 | Heikki Kovalainen  | Lotus-Cosworth       | 56    | Trčenje     | 18     |     |
| Ods | 25 | Lucas di Grassi    | Virgin-Cosworth      | 50    | Menjalnik   | 24     |     |
| Ods | 20 | Sakon Jamamoto     | HRT-Cosworth         | 19    | Motor       | 22     |     |
| Ods | 18 | Jarno Trulli       | Lotus-Cosworth       | 3     | Menjalnik   | 17     |     |
| Ods | 16 | Sébastien Buemi    | Toro Rosso-Ferrari   | 1     | Trčenje     | 16     |     |